# Tetraponera arrogans
Tetraponera arrogans é uma espécie de formiga do gênero Tetraponera, pertencente à subfamília Pseudomyrmecinae.